# Hey! Hello!
Gli Hey! Hello! sono stati un gruppo musicale pop rock britannico/statunitense, formato da Ginger Wildheart nel 2012.

## Storia
La band ha registrato il proprio album di debutto, intitolato Hey! Hello!, durante tutto il 2012, con Ginger Wildheart che ha suonato le parti di batteria, basso e chitarra oltre che incidere le parti cantate. Il lavoro di Ginger venne registrato da Russ Russell prima di essere inviato a New York, in modo che Victoria Liedtke incidesse la propria traccia voale, assistita da Bryan Scary.
Nel novembre 2012, Duff McKagan campionò una parte del brano How I Survived the Punk War, commentando nel proprio blog su Seattle Weekly:
(Duff McKagan, Seattle Weekly News)
Hey! Hello! è stato pubblicato il 22 luglio 2013 nel Regno Unito. The Sun ha dato un punteggio di 4.5 su 5 e il sito AllMusic ha commentato: «Questa combinazione di melodie e drive rende l'album ridicolmente grande, esagerato e superdivertente.».
Nel 2014, grazie all'album di debutto, il gruppo conquista due Pure Rawk Awards: Video of the Year, per il videoclip del brano Swimwear, e Artwork of the Year.
Per i tour a supporto dell'album eponimo, il gruppo ingaggia Hollis Mahady (già cantante dei Love Zombies) alla voce e The Rev (Towers of London / The Howling), Toshi (Antiproduct) e Ai Sugiyama (Trip to Miami) come strumentisti.
Nel novembre 2015, dopo una serie di tour e partecipazioni a vari festival, tra cui il Download Festival 2015 a Donington Park, il gruppo pubblica un teaser per il brano inedito Automatic Love, pubblicato ufficialmente come singolo l'8 gennaio 2016. Pochi giorni dopo, vengono avviati i preordini per Hey! Hello! Too!, secondo album in studio del gruppo, tramire la piattaforma pledgemusic.com. Il 15 marzo 2016, in concomitanza con la pubblicazione del singolo Let's Get Emotional, viene annunciato che Hollis ha lasciato la formazione. Nello stesso giorno, il gruppo apre le audizioni per cercare una nuova cantante per il gruppo.
Il 10 settembre 2016 viene pubblicato l'album Hey! Hello! Too!.

## Discografia

### Album in studio
- 2013 – Hey! Hello!
- 2016 – Hey! Hello! Too!

### Singoli
- 2013 – Black Valentine
- 2013 – Swimwear
- 2016 – Automatic Love
- 2016 – Let's Get Emotional

## Formazione

### Formazione attuale
- Ginger Wildheart – voce, chitarra, basso, batteria (2012-presente)

### Ex componenti
- Victoria Liedtke – voce (2012-2014)
- Hollis Mahady – voce (2015-2016)